# جون أفنيت
جون أنيت (بالإنجليزية: Jon Avnet)‏ مواليد 17 نوفمبر 1949 في بروكلين، هي مخرج ومنتج أفلام أمريكي.

## الأعمال
- انتفاضة
- الركن الأحمر
- 88 دقيقة
- القتل المبرر

## وصلات خارجية
- جون أفنيت على موقع IMDb (الإنجليزية)
- جون أفنيت على موقع روتن توميتوز (الإنجليزية)
- جون أفنيت على موقع مونزينجر (الألمانية)
- جون أفنيت على موقع ألو سيني (الفرنسية)
- جون أفنيت على موقع ميوزك برينز (الإنجليزية)
- جون أفنيت على موقع تيرنر كلاسيك موفيز (الإنجليزية)
- جون أفنيت على موقع أول موفي (الإنجليزية)
- جون أفنيت على موقع قاعدة بيانات برودواي على الإنترنت (الإنجليزية)
- جون أفنيت على موقع قاعدة بيانات الأفلام السويدية (السويدية)
- جون أفنيت على موقع إن إن دي بي (الإنجليزية)